# Alex Plat
Alex Plat (Volendam, 4 de febrero de 1998) es un futbolista neerlandés que juega de centrocampista en el F. C. Volendam de la Eredivisie.

## Trayectoria
Comenzó a jugar al fútbol en el RKAV Volendam, tras lo cual pasó a la cantera del F. C. Volendam. Firmó su primer contrato el 30 de marzo de 2015, con un acuerdo hasta 2017 con opción a una temporada más. Al final de la temporada 2016-17, se activó la opción de su contrato y se prorrogó por un año.
Debutó en la Eerste Divisie con el Volendam el 20 de octubre de 2017 en un partido contra el NEC Nimega como sustituto de Luís Pedro en el minuto 71. Esa temporada jugó principalmente en el equipo de reserva, el Jong FC Volendam en la Derde Divisie, consiguiendo el ascenso a la tercera categoría Tweede Divisie en mayo de 2019.
El 8 de marzo de 2019 firmó un nuevo contrato con el Volendam hasta 2020. La temporada siguiente fue principalmente titular y disputó 23 partidos como tal antes de que se abandonara la temporada debido a la pandemia de COVID-19. El 10 de octubre de 2019, firmó otra prórroga de contrato que le mantendría en el FC Volendam hasta 2022.

## Estadísticas

### Clubes
Actualizado al último partido disputado el 8 de noviembre de 2024.
| Club                          | Div.          | Temporada     | Liga  | Liga  | Copas nacionales | Copas nacionales | Copas internacionales | Copas internacionales | Total | Total |
| Club                          | Div.          | Temporada     | Part. | Goles | Part.            | Goles            | Part.                 | Goles                 | Part. | Goles |
| ----------------------------- | ------------- | ------------- | ----- | ----- | ---------------- | ---------------- | --------------------- | --------------------- | ----- | ----- |
| F. C. Volendam · Países Bajos | 2.ª           | 2017-18       | 13    | 0     | 0                | 0                | —                     | —                     | 13    | 0     |
| F. C. Volendam · Países Bajos | 2.ª           | 2018-19       | 7     | 0     | 0                | 0                | —                     | —                     | 7     | 0     |
| F. C. Volendam · Países Bajos | 2.ª           | 2019-20       | 22    | 0     | 0                | 0                | —                     | —                     | 22    | 0     |
| F. C. Volendam · Países Bajos | 2.ª           | 2020-21       | 36    | 0     | 1                | 0                | —                     | —                     | 37    | 0     |
| F. C. Volendam · Países Bajos | 2.ª           | 2021-22       | 27    | 0     | 1                | 0                | —                     | —                     | 28    | 0     |
| NAC Breda · Países Bajos      | 2.ª           | 2022-23       | 21    | 0     | 1                | 0                | —                     | —                     | 22    | 0     |
| NAC Breda · Países Bajos      | Total club    | Total club    | 21    | 0     | 1                | 0                | 0                     | 0                     | 22    | 0     |
| S. C. Telstar · Países Bajos  | 2.ª           | 2023-24       | 34    | 1     | 1                | 0                | —                     | —                     | 35    | 1     |
| S. C. Telstar · Países Bajos  | Total club    | Total club    | 34    | 1     | 1                | 0                | 0                     | 0                     | 35    | 1     |
| F. C. Volendam · Países Bajos | 2.ª           | 2024-25       | 14    | 3     | 1                | 0                | —                     | —                     | 15    | 3     |
| F. C. Volendam · Países Bajos | Total club    | Total club    | 119   | 3     | 3                | 0                | 0                     | 0                     | 122   | 3     |
| Total carrera                 | Total carrera | Total carrera | 174   | 4     | 5                | 0                | 0                     | 0                     | 179   | 4     |

## Palmarés
Jong Volendam
- Derde Divisie: 2018–19[4]